# Gassum Kirke
Gassum Kirke er opført omkring 1150 og hører under Gassum Sogn. Kirken ligger, ligesom byen Gassum, omtrent 12 kilometer nord for Randers.
Kor og skib er opført i romansk tid af granitkvadre over skråkantsokkel. Nordportalen er bevaret i tilmuret tilstand, den har ufuldstændige rundstavagtige søjler og tympanon med løve, der kan minde om løven i Søndre Onsild. Sydportalen er forsvundet, dens tympanon med båndsløjfe er nu på Nationalmuseet. Tårnet er opført i sengotisk tid. Kirkens mure er stærkt omsatte, tårnet blev kraftigt restaureret i 1846.